# Sminthopsis youngsoni
Sminthopsis youngsoni is een roofbuideldier uit het geslacht van de smalvoetbuidelmuizen. De wetenschappelijke naam van de soort werd voor het eerst geldig gepubliceerd door McKenzie & Archer in 1982.

## Kenmerken
De bovenkant is geel- tot grijsbruin, de onderkant wit. Om de ogen en tussen de ogen en de bek zit een donkere vlek, met daarboven dan weer een witte streep. De bek is lichtgeel; op het voorhoofd zit weer een andere donkere vlek. De roze, ietwat opgezwollen staart is ongeveer even lang als de kop-romp. De kop-romplengte bedraagt 66 tot 70 mm, de staartlengte 62 tot 70 mm en het gewicht 9 tot 14 g.

## Leefwijze
Deze soort eet slechts insecten en gebruikt holen, die vaak door hagedissen zijn gegraven. Van september tot november worden jongen geboren, vijf tot zes per worp; er zijn jonge dieren gevangen van november tot februari.

## Voorkomen
De soort komt voor in op hummock-grasland in de binnenlanden van West-Australië, het Noordelijk Territorium en West-Queensland, noordelijker dan waar de verwante S. hirtipes voorkomt (al overlappen de twee soorten duidelijk).
Sminthopsis aitkeni · Sminthopsis archeri · Sminthopsis bindi · Sminthopsis boullangerensis · Sminthopsis butleri · Dikstaartsmalvoetbuidelmuis (Sminthopsis crassicaudata) · Sminthopsis dolichura · Sminthopsis douglasi · Sminthopsis froggatti · Sminthopsis fuliginosus · Sminthopsis gilberti · Sminthopsis granulipes · Sminthopsis griseoventer · Sminthopsis hirtipes · Sminthopsis leucopus · Sminthopsis macroura · Gewone smalvoetbuidelmuis (Sminthopsis murina) · Sminthopsis ooldea · Sminthopsis psammophila · Sminthopsis stalkeri · Sminthopsis virginiae · Sminthopsis youngsoni